# Connerré
Connerré ist eine französische Gemeinde mit 2838 Einwohnern (Stand 1. Januar 2022) im Département Sarthe in der Region Pays de la Loire; sie gehört zum Arrondissement Mamers und zum Kanton Savigné-l’Évêque. Der Ort liegt 23 km östlich von Le Mans und 19 km südwestlich von La Ferté-Bernard an der Autoroute A11 um Ufer des Flusses Huisne und dessen Zufluss Dué.

## Geschichte
Die Römerstraße von Chartres nach Le Mans durchquert den Ort. Der Ort und vor allem die Kirche stehen auf einer umfangreichen merowingischen Nekropole. Bei Bodenarbeiten kamen im Jahr 1803 etwa 40 Gräber zum Vorschein.
1407 schenkte König Karl VI., der Connerré von Bouchard de Courtremblay erworben hatte, den Ort dem Kapitel von Saint-Julien in Le Mans.

## Verkehr
Der Bahnhof Connerré-Beillé liegt an der Bahnstrecke Paris–Brest und wird im Regionalverkehr mit TER-Zügen bedient. Die frühere Bahnstrecke Mamers–Saint Calais, die hier die Strecke nach Brest kreuzte, ist stillgelegt und abgebaut.

## Sehenswürdigkeiten

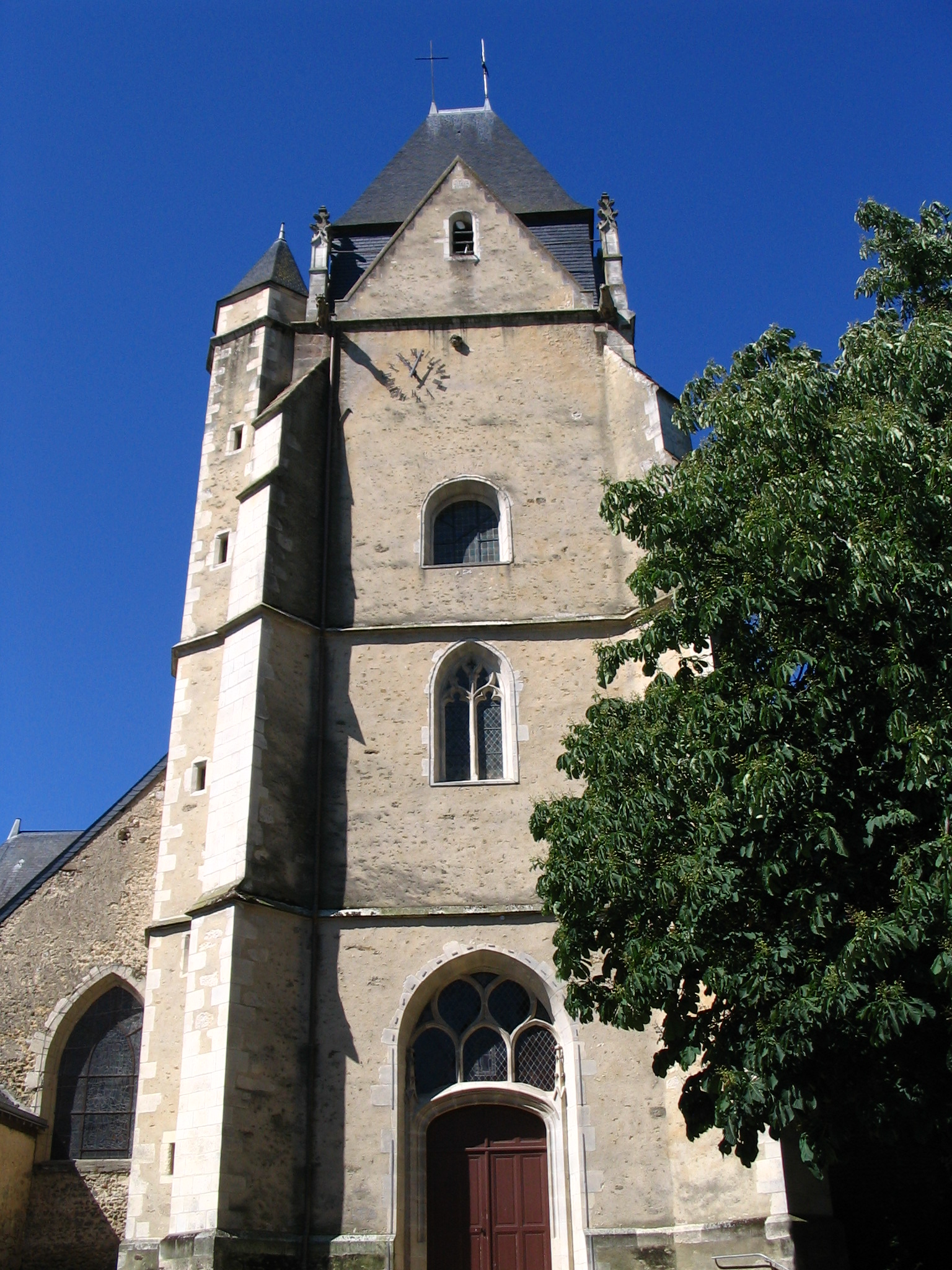
Kirche

- Kirche